# Cracovia Leopolis
„Cracovia Leopolis”– kwartalnik Oddziału Krakowskiego Towarzystwa Miłośników Lwowa i Kresów Południowo-Wschodnich.

## Historia
Kwartalnik został założony w Krakowie w 1995 z inicjatywy Andrzeja Chlipalskiego oraz Stanisława Dziedzica i Janusza M. Palucha. Pismo jest wydawane przez Oddział Krakowski Towarzystwa Miłośników Lwowa i Kresów Wschodnich. 
Głównymi założeniami pisma było przypominanie i dokumentowanie polskiego dziedzictwa historycznego i kulturalnego Lwowa i Małopolski Wschodniej (dawne południowo-wschodnie kresy Rzeczypospolitej Polskiej utracone na mocy traktatu jałtańskiego w 1945 r.), ludziom związanym w przeszłości i współcześnie z tymi ziemiami oraz ukazywanie związków łączących na przestrzeni wieków dwa najważniejsze miasta Małopolski na terenie austriackiego zaboru – Krakowa i Lwowa. 
Wydawanie czasopisma było dofinansowywane przez: Gminę Kraków, Senat RP, Radę Ochrony Pamięci Walki i Męczeństwa oraz czytelników. Za publikowane artykuły nie były wypłacane honoraria.

## Redakcja
Redaktorzy naczelni:
- Andrzej Chlipalski (1995–2017)[1]
- Janusz M. Paluch ( 2017– )[3]